# Горчина у грлу
„Горчина у грлу“ је југословенски филм из 1973. године. Режирао га је Едуард Галић, а сценарио је писао Звонимир Мајдак.

## Улоге
| Глумац          | Улога |
| --------------- | ----- |
| Звонимир Чрнко  |       |
| Мато Грковић    |       |
| Љубица Јовић    |       |
| Миле Рупчић     |       |
| Боривој Шембера |       |
| Младен Шермент  |       |
| Свен Ласта      |       |
| Виктор Лељак    |       |